# 格拉德斯通 (密蘇里州)
格拉德斯通（英語：Gladstone）是位於美國密蘇里州克萊縣的城市。

## 人口
根據2020年美國人口普查的數據，格拉德斯通的面積為20.94平方千米，當中陸地面積為20.93平方千米，而水域面積為0.01平方千米。當地共有人口27063人，而人口密度為每平方千米1,292人。